# Regionalwahlen in Italien 2023
Die Regionalwahlen in Italien 2023 fanden in drei Regionen mit Normalstatut (Lombardei, Latium und Molise) und in der Autonomen Region Friaul-Julisch Venetien, Region mit Sonderstatut statt.
Die Wahl fand in der Lombardei und in Latium am 12.–13. Februar statt, in Friaul-Julisch Venetien am 2.–3. April und in Molise am 25.–26. Juni.
Am 22. Oktober fanden im Trentino und in Südtirol Landtagswahlen statt.

## Koalitionen
- Mitte-rechts: Fratelli d’Italia, Lega per Salvini Premier, Forza Italia und Kleinparteien.
- Mitte-links: Partito Democratico, Alleanza Verdi e Sinistra und Kleinparteien, mit Movimento 5 Stelle (in der Lombardei, in Friaul-Julisch Venetien und in Molise) und Azione/Italia Viva (in Latium).

## Zusammenfassung der Ergebnisse
| Region                             | Mitte-rechts                                                         | Mitte-links                                                          | Movimento 5 Stelle                                                   | Azione/Italia Viva                                                   | Sonstige                                                             | Präsident vor der Wahl                                               |
| ---------------------------------- | -------------------------------------------------------------------- | -------------------------------------------------------------------- | -------------------------------------------------------------------- | -------------------------------------------------------------------- | -------------------------------------------------------------------- | -------------------------------------------------------------------- |
| Lombardei → Ergebnis               | Attilio Fontana 54,7 %                                               | Pierfrancesco Majorino 33,9 %                                        | − (Mitte-links)                                                      | Letizia Moratti 9,9 %                                                | 1,5 %                                                                | Attilio Fontana (Mitte-rechts)                                       |
| Latium → Ergebnis                  | Francesco Rocca 53,9 %                                               | Alessio D’Amato 33,5 %                                               | Donatella Bianchi 10,8 %                                             | − (Mitte-links)                                                      | 1,9 %                                                                | Nicola Zingaretti (Mitte-links)                                      |
| Friaul-Julisch Venetien → Ergebnis | Massimiliano Fedriga 64,2 %                                          | Massimo Moretuzzo 28,4 %                                             | − (Mitte-links)                                                      | Alessandro Maran 2,7 %                                               | 4,7 %                                                                | Massimiliano Fedriga (Mitte-rechts)                                  |
| Molise → Ergebnis                  | Francesco Roberti 62,2 %                                             | Roberto Gravina 36,3 %                                               | − (Mitte-links)                                                      | − (Mitte-rechts)                                                     | 1,4 %                                                                | Donato Toma (Mitte-rechts)                                           |
|                                    |                                                                      |                                                                      |                                                                      |                                                                      |                                                                      |                                                                      |
| Trentino-Südtirol                  | siehe: Landtagswahl im Trentino 2023 – Landtagswahl in Südtirol 2023 | siehe: Landtagswahl im Trentino 2023 – Landtagswahl in Südtirol 2023 | siehe: Landtagswahl im Trentino 2023 – Landtagswahl in Südtirol 2023 | siehe: Landtagswahl im Trentino 2023 – Landtagswahl in Südtirol 2023 | siehe: Landtagswahl im Trentino 2023 – Landtagswahl in Südtirol 2023 | siehe: Landtagswahl im Trentino 2023 – Landtagswahl in Südtirol 2023 |